# The Spectacular Spider-Man
O Espetacular Homem-Aranha (português brasileiro) ou O Incrível Homem-Aranha / O Espetacular Homem-Aranha (português europeu) (The Spectacular Spider-Man) é uma série animada estadunidense que estreou em 2008. Ela conta as primeiras aventuras de Peter Parker como o Homem-Aranha.
Neste desenho, Peter tem dezesseis anos de idade e ganhou os seus poderes há cerca de seis meses. A primeira temporada foi exibida no canal The CW. A série se tornou sucesso por apresentar os personagens e trabalhá-los, além de fazer menções aos filmes, à versão Ultimate do aracnídeo e às primeiras histórias dele. Apesar de ser uma série feita para o público infantil, muito tem agradado aos adultos, exatamente pela caracterização dos personagens. A primeira temporada foi exibida no Brasil pelo Cartoon Network nas quartas-feiras às 21h30min. e era reprisado nas quintas às 16h30min. A Rede Globo também exibia o desenho, na TV Globinho. O SBT exibiu esse desenho no programa Bom dia e Companhia. A série foi cancelada em 2009.

## Sinopse
1ª Temporada
A 1ª temporada apresenta um nerd chamado Peter Parker começando seu primeiro ano na Midtown Manhattan Magnet High School, tendo adquirido seus poderes de Homem-Aranha há somente seis meses. Enquanto sofre bullying na escola, especialmente pela estrela do futebol Flash Thompson, Peter tem uma estreita amizade com seus colegas de classe Gwen Stacy e Harry Osborn. A fim de ajudar May, sua tia, após a morte do seu Tio Ben, Peter começa a trabalhar como fotógrafo no Clarim Diário, dirigido por J. Jonah Jameson, fotografando seu alter-ego em ação para que Jameson possa levar a cabo sua difamação contra o herói. Peter e Gwen também são assistentes de laboratório do Dr. Curt Connors, onde se juntam a Eddie Brock, um antigo amigo de Peter. Enquanto o Homem-Aranha usa seus poderes para combater o crime, ele atrai a atenção do Lápide. Este, com a ajuda de Norman Osborn, e do cientista chefe Dr. Otto Octavius, e do criminoso Cabeça de Martelo, supervisiona o desenvolvimento de um projeto para criar "supervilões", a fim de que o Homem-Aranha se distraia com outros crimes e pare de lhe prejudicar os lucros. Entre esses "supervilões" estão Homem-Areia e Rino, antigos criminosos que caíam regularmente nas mãos do Homem-Aranha. No entanto, os planos do Lápide se tornaram muito complicados quando o misterioso Duende Verde entrou em cena. Ao longo da primeira temporada, outros inimigos foram surgindo, como a Gata Negra, o Shocker e o Camaleão. Quentin Beck e Phineas Mason aparecem como sócios do Camaleão. Após o Duende Verde ser vencido, o uniforme negro alienígena do Homem-Aranha é introduzido, o que levou a transformação de Eddie Brock em Venom.
2ª Temporada
A vida de Peter Parker se torna muito complicada, pois ele se vê dividido entre Gwen Stacy e Liz Allan, as quais confessaram seus sentimentos por ele. Ele, por sua vez, escolhe a Liz. Norman Osborn assume o papel de mentor de Peter, puxando as cordas para restabelecê-lo como assistente de trabalho do Dr. Connors, bem como supervisionar o trabalho do Dr. Miles Warren. Enquanto isso, como Homem-Aranha, Peter encontra dois novos inimigos, Mystério e Kraven, levando-o a investigar os planos de um novo senhor do crime, conhecido como "Planejador Mestre". Após o esquema do Planejador falhar, o Homem-Aranha se encontra em uma guerra de gangues entre o Lápide, o Planejador Mestre e o antigo mestre de Nova Iorque, Silverman. A busca de Peter por Eddie também leva ao retorno de Venom, que tenta expor a identidade secreta do Homem-Aranha e remover seus poderes. Finalmente, quando os três senhores do crime estão presos, o Homem-Aranha mais uma vez enfrenta o Duende Verde, que voltou empenhado em eliminá-lo de uma vez por todas.
Outros novos personagens introduzidos na segunda temporada incluem Calypso, Sha Shan Nyugen, Silver Sable, Roderick Kingsley e o Magma. Quentin Beck e Phineas Mason também retornam, como Mystério e o Consertador, respectivamente.
A série foi cancelada na 2ª temporada e substituída por Ultimate Spider-Man.

## Personagens
Principais
Peter Parker: É o protagonista da série. Picado por uma aranha geneticamente alterada, Peter assumiu a alcunha de Homem-Aranha e procurou combater o crime depois de permitir que um assaltante escapasse, apenas para matar seu Tio Ben.
Gwen Stacy: É o interesse amoroso principal de Peter Parker. Gwen é filha do capitão da polícia de Nova Iorque, George Stacy, e é uma das melhores amigas de Peter. Embora seja a melhor amiga de Peter, o seu ponto fraco é ter uma queda colossal por ele.
Harry Osborn: É retratado como melhor amigo de Peter e é filho de Norman Osborn. Apesar de ser fiel à sua contraparte nos quadrinhos, ele vive constantemente na sombra de seu pai e considera Peter um bom amigo; às vezes, ressente-se dele por ganhar a aprovação de Norman, coisa que Harry jamais conseguira fazer.
J.Jonah Jameson: É mostrado como um falastrão, irascível, egoísta e estressado editor do Clarim Diário, um grande jornal tabloide. Mostrando orgulho excessivo em seu filho John Jameson, ele é obcecado em expor reivindicações fraudulentas do heroísmo e está sempre exigindo imagens do Homem-Aranha para poder continuar a sua campanha de difamação contra o herói.
Mary Jane Watson: É retratada como a sobrinha de Anna Watson. Ela atende ao baile formal da Midtown como o par de Peter Parker. Mais tarde, entra no colégio, tornando-se amiga de Peter e Gwen, e é imediatamente determinada a ficar solteira, desejando ser uma "agente livre".
Flash Thompson: É um estudante do ensino médio, estrela do futebol de Midtown High e um dos valentões da escola. Ele frequentemente intimida e perturba Peter, chamando-o de "Parker molenga". Ele, no entanto, idolatra o Homem-Aranha, sendo um de seus maiores fãs e mais fiéis.
Liz Allan: É retratada como uma popular líder de torcida em Midtown High. Ao contrário dos quadrinhos onde é descrita como loira, nesta série ela é mais retratada como afro-americana. Inicialmente, é a namorada de Flash Thompson e possui um grande ressentimento com Peter. Conforme a série progride, seus verdadeiros sentimentos tornam-se mais abertos quando ela demonstra um lado mais receptivo e aberto.
George Stacy: É o pai da Gwen Stacy e capitão da polícia de Nova Iorque. Ele acredita que o Homem-Aranha é um verdadeiro herói, enquanto que o J. Jonah Jameson o considera como uma ameaça. Ele também é o professor de criminologia do Colégio Midtown e sabe que Peter Parker é o Homem-Aranha.

## Vilões
Norman Osborn: É um personagem recorrente e um antagonista por trás das cenas. Norman Osborn é um homem de negócios impiedoso, inventor e talentoso, o chefe das industrias Oscorp, e pai de Harry Osborn, que acredita-se incapaz de natureza e nunca pede desculpas. Norman está envolvido em muitos negócios obscuros com o Rei do Crime, tais como ajudando a criar supervilões.
Duende Verde: É o maior vilão. O misterioso Duende Verde, aterrorizando Nova York, é um dos principais adversários do Homem-Aranha, juntamente com Venom e o Dr. Octopus. Ele planeja impiedosamente se tornar o Rei do Crime de Nova York, e, finalmente consegue. O Homem-Aranha inicialmente suspeitava que o Duende Verde fosse Norman Osborn, mas depois viu Harry Osborn desmascarado após um confronto. O Duende Verde desapareceu depois disso, mas reapareceu depois de se tornar o novo Rei do Crime. Quando ele retorna para tentar matar o Homem-Aranha, ele é revelado como Norman Osborn.
Eddie Brock/Venom: Eddie era amigo do Peter e da Gwen (eles namoravam antes) e assistente de laboratório do Doutor Connors. Muitas vezes, Eddie ficava irritado quando o Peter tirava fotos em relação ao laboratório, pensando que o Peter estava querendo tirar proveito da situação. Depois que a amostra do simbionte que estava no laboratório do Connors sumiu, Eddie acabou sendo demitido e pensou que recuperar a simbiose recuperaria o seu emprego, mas Homem-Aranha já havia se livrado do traje alienígena que se apoderou do corpo do Eddie fazendo ele se tornar o Venom, o maior inimigo do Homem-Aranha, e o Eddie já sabia que o Peter era Homem-Aranha. Guiado pelo ódio, Eddie se tornou um vilão obcecado em destruir o Homem-Aranha, tentando através das pessoas mais próximas a ele. Peter consegue tirar a simbiose do corpo de Eddie, mas ela acabou voltando mais tarde. Só que ela se dissolveu quando o Homem-Aranha jogou o antidoto para separar a simbiose do corpo de Eddie, de uma vez por todas.
Dr. Otto Octavius/Dr. Octopus/Planejador Mestre: É um físico nuclear respeitado, consultor de pesquisas atômicas, e inventor de trabalho na Oscorp. Como resultado de uma explosão acidental de radiação, quatro braços mecânicos foram permanentemente fundidos as suas costas e ele foi expulso de sua mente, tornando-se o vingativo Dr. Octopus. Ele tem o controle telepático desses braços e eles são fortes o bastante para machucar o Homem Aranha. Na segunda temporada, ele foi revelado como o "Planejador Mestre".
Dr. Curt Connors/Lagarto: Dr. Connors é um dos cientistas mais importantes de Nova York, e também um pai de família dedicado a esposa e ao filho. Em uma das tentativas de recuperar o seu braço perdido, Connors se tornou um Lagarto irracional que não reconhecia a própria família, mas o Homem-Aranha conseguiu usar o antidoto, e também aproveitou para fotografar fotos do Homem-Aranha e mandar para o Clarim Diario. Mas isso fez o Peter ser despedido do laboratório, e mais tarde o Eddie teve que sair também, por causa da simbiose. Mas Peter voltou a trabalhar, já que o Norman convenceu Connors e sua esposa a aceitar o Peter de volta.
Sergei Kravinoff/Kraven, o Caçador: É um hábil caçador vestido com um colete de leão, semelhante a sua contraparte nos quadrinhos. Ele é o caçador mais qualificado conhecido no mundo, contando apenas com seus talentos naturais e usando as próprias mãos para subjugar sua presa. Utilizando um soro inventado a partir da pesquisa de Miles Warren, ele se transformou em um leão de juba negra humanoide e chamou-se de Kraven.
Sable Manfredi/Silver Sable: É a filha de Silverman que leva o nome de Silver Sable. Ela teve um relacionamento com o Cabeça de Martelo quando ele trabalhava para seu pai.
Silvio Manfredi/Silverman: Foi o senhor do crime de Nova York e é um rival para Cabeça de Martelo, Lápide e Dr. Octopus.
Flint Marko/Homem-Areia: É apresentado como um pequeno criminoso até um experimento acidentalmente transformá-lo no Homem-Areia, um ser composto de areia e capaz de controlar a mesma. Ele também foi um membro do Sexteto Sinistro para derrotar o Homem-Aranha. A principio ele só queria roubar dinheiro, mas na sua ultima luta contra o Homem-Aranha, Flint percebeu que usar esses seus poderes de areia para o mal, lhe torna tão patético quanto os outros vilões por isso que no final ele ajuda o Homem-Aranha a salvar a praia. Seu ex-parceiro é Alex O'hirn, o Rino
Alexandre "Alex" O'hirn/Rino: É um criminoso e ex-parceiro do Flint Marko, o Homem Areia, O'hirn foi submetido a uma experiência que lhe deu uma carapuça forte e resistente a de um rinoceronte, sendo maior e grande. O seu maior desejo é de matar o Homem-Aranha por ele ter lhe prendido várias vezes, tanto que ele já se esquece das ordens do Rei do Crime de roubar, querendo destruir o Aranha. Foi revelado que quando ele era criança, a sua mãe lhe chamava de Alexandre.
Adrian Toomes/Abutre: É um engenheiro de aerodinâmica que desenvolveu uma tecnologia anti-gravidade. Em sua velhice, ele levou seus projetos para se tornar o Abutre e aterrorizar o Homem-Aranha e também fez parte do Sexteto Sinistro.
Max Dillon/Electro: Electro é o apelido adotado por Max Dillon, um ex-eletricista que foi vitima de um acidente elétrico que lhe deu poderes constituídos de eletricidade. Depois de uma luta feroz com o Homem-Aranha, o recém-nomeado Electro torna-se um supervilão, tornando-se parte tanto do Sexteto Sinistro quanto do Sete Sinistro.
Cabeça de Martelo: Tendo originalmente organizado muito do império criminoso do Rei do Crime, fornecendo seu rosto em varias relações, foi através do Cabeça de Martelo que o Rei do Crime fez um acordo com Norman Osborn para continuar a fazer supervilões para distrair o Homem-Aranha. Ele também trabalhou uma vez para Silverman e teve um relacionamento com Silver Sable.
Mark Allan/Magma: É o irmão de Liz Allan. Ele apareceu pela primeira vez em "Primeiros Passos", onde foi mencionado que ele acabou de sair da sala juvenil. Ele é o interesse amoroso de Mary Jane Watson. Devido ao seu vicio em jogos e suas dividas com Blackie Gaxton, ele foi colocado em divida com o Duende Verde, com o mesmo recorrendo a Miles Warren para fundir a pele de Mark com uma armadura impenetrável feita de magma usando nanites. Embora a armadura possa ser ligada e desligada, apenas o Duende tem o controle dessa armadura. A fim de obter o controle e sua vida de volta, Mark se torna o Magma e tenta eliminar o Homem-Aranha.
Phineas Mason/Consertador: É um dos parceiros do Camaleão. Sua habilidade principal é tecnologia, mas é inútil em uma luta. Ele é mostrado na série trabalhando para o Planejador Mestre na segunda temporada e ajuda a criar os Novos Executores.
L.Thompson Lincoln/Lápide/Rei do Crime: É um dos principais antagonistas da série. Ele e considerado pelo Homem-Aranha como o verdadeiro Rei do Crime, mas teve muitos nomes, com o seu favorito sendo "Lápide". Ele também é um dos poucos vilões que conseguem derrotar o Homem-Aranha numa luta. Lápide é muitas vezes a força por trás dos inimigos superpoderosos do Homem-Aranha, tendo os criado em uma aliança com a Oscorp para desviar a atenção do crime do dia-a-dia. Na segunda temporada, Lápide entra em conflito com o Planejador Mestre e Silverman pelo controle de Nova York, antes de ser capturado em uma armadilha preparada pelo Duende Verde.
Quentin Beck/Mystério: Foi originalmente um dos parceiros do Camaleão no crime, além de ser um especialista em efeitos especiais. Beck foi revelado como Mystério em "Projetos", usando suas ilusões afirmando ser um feiticeiro.

## Produtores
- Greg Weisman - diretor de supervisão / escritor / editor
- Victor Cook - produtor / diretor de supervisão
- Matheus Gramosa - produtor
- Kevin Hopps - roteirista
- Matt Wayne - roteirista
- Andrew Robinson - roteirista
- Randy Jandt - coordenador de roteiro / roteirista
- Jennifer Coyle - diretor
- Sean Galloway - designer
- Jaime Thomason - diretor de voz
- Meagan Healy - supervisor de produção de arte
- Brian G. Smith - supervisor de produção de arte
- Ben Maloney - assistente de produção
- Sherrian Felix - coordenador de produção
- Jennifer L. Anderson - assistente de produtor
- Sean Herbert - animação

## Cancelamento da série
Greg Weisman esperava que série tivesse 5 temporadas, consistindo num total de 65 episódios, o mesmo número de episódios do desenho de 1994. Somente duas temporadas e 26 episódios foram produzidos no total. O diretor também disse que, se houvesse uma terceira temporada, apareceriam nela mais personagens, como Escorpião, Carnificina, Duende Macabro e Homem-Hídrico. Ele e Victor Cook, o criador, diretor e produtor da série, disseram que, se a série tivesse sido continuada, a Gwen Stacy não seria morta, diferente da sua contraparte dos quadrinhos; mas o interesse amoroso principal do Peter Parker eventualmente seria a Mary Jane, independentemente.
No dia 1° de setembro de 2009, os direitos da série de televisão do Homem-Aranha foram retornados a Marvel pela Sony. O futuro da série era desconhecido, tanto é que Eric Rollman, o presidente da Marvel Animation, disse que "nenhuma decisão foi feita por enquanto" sobre o destino da série. O website Newsarama relatou que a série havia sido cancelada e que isso ocorreu após a Walt Disney Company adquirir a Marvel Entertainment em dezembro de 2009.
No dia 13 de abril de 2010, a Marvel anunciou uma nova série animada baseada na série de quadrinhos de Ultimate Homem-Aranha que iria ao ar em 2012. No mesmo dia, Greg Weisman disse ao IGN: "Não ouvi nada diretamente da Marvel, mas achei que o anúncio de Ultimate Homem-Aranha deixa bem claro que o Espetacular Homem-Aranha acabou". A Marvel Animation e a Sony também comentaram sobre isso, confirmando que a série teve a produção cessada.

## Eventos futuros da trama
Devido ao cancelamento, algumas histórias foram abandonadas. Na terceira temporada, Curt Connors mudou-se pra Flórida e começou a trabalhar em uma cura para o Electro e um filme planejado para o DVD de Férias na Primavera teria sido definido na Flórida entre a segunda e a terceira temporada como também os filmes entre a terceira e a quarta temporada, e entre a quarta e quinta temporada. O Escorpião, Homem-Hídrico e o Duende Macabro foram confirmados a serem os vilões principais da terceira temporada em adição ao Carnificina e o Senhor Negativo. Após o plano inicial da série de 65 episódios e filmes, Weisman desejou produzir sequências em DVD cobrindo os anos colegiais do Peter Parker e seu casamento eventual com a Mary Jane.

## Possível retorno
Apesar de problemas legais entre a Sony e a Marvel, fãs continuaram a expressar seu apoio para a série mais de uma década depois do cancelamento na esperança de mais episódios a serem produzidos algum dia. Uma petição online no site Change.org solicitando por uma possível terceira temporada conseguiu reunir mais de 19 mil assinaturas. No dia 9 de janeiro de 2021 às 16 horas, horário dos Estados Unidos, as hashtags #savespectacularspiderman e #spectacularspiderman foram os assuntos em todo o Twitter (alcançando a posição nº10 dos trending topics no site) após dezenas de usuários criarem uma "invasão de tweets" pedindo para a série retornar e terminar sendo produzida. Josh Keaton, que dublou o Peter Parker na série, também respondeu as hashtags dos trending enquanto vestia uma máscara do Homem-Aranha e permanecia no personagem, dizendo, "Eu só queria gritar algum apoio a todos que tweetaram hoje com a #SaveSpectacularSpiderMan. Tanto apoio após mais de uma década? Vocês realmente sabem fazer o cabeça de teia sentir especial!" Em 2023, O Espetacular Homem-Aranha fez uma aparição especial no filme Homem-Aranha: Através do Aranhaverso, onde aparece como easter egg em algumas cenas.

## Elenco
- Josh Keaton - Peter Parker / Homem-Aranha
- Lacey Chabert - Gwen Stacy
- Joshua LeBar - Flash Thompson
- Grey DeLisle - Sally Avril / Betty Brant
- Alanna Ubach - Liz Allen
- James Arnold Taylor - Harry Osborn / Frederick Foswell
- Vanessa Marshall - Mary Jane Watson
- Clancy Brown - George Stacy
- Deborah Strang - Tia May
- Steve Blum - Duende Verde / Camaleão / Blackie Gaxton / Dillbert Trilby / Seymour O'Reilly
- Alan Rachins - Norman Osborn
- Andrew Kishino - Kenny 'King' Kong / Ned Lee
- Phil LaMarr - Robbie Robertson / Randy Robertson
- Daran Norris - J. Jonah Jameson / John Jameson
- Ben Diskin - Eddie Brock / Venom
- Peter MacNicol - Dr. Otto Octavius
- John DiMaggio - Cabeça de Martelo
- Kevin Michael Richardson - L. Thompson Lincoln / Lápide
- Dee Bradley Baker - Dr. Curt Connors
- Jeff Bennett - Montana / Shocker
- Kath Soucie - Martha Connors
- Brian George - Miles Warren
- Crispin Freeman - Max Dillon / Electro
- Thomas F. Wilson - Stan Carter
- Cree Summer - Glory Grant
- Robert Englund - Adrian Toomes / Abutre
- Eric Lopez - Mark Allan
- Kelly Hu - Sha Shan Nguyen
- Thom Adcox-Hernandez - Phineas Mason
- Xander Berkeley - Quentin Beck / Mysterio
- Irene Bedard - Jean DeWolff
- Greg Weisman - Donald Menken
- Dorian Harewood - Dr. Bromwell
- Tricia Helfer - Felicia Hardy / Gata Negra
- Eric Vesbit - Kraven, O Caçador
- Miguel Ferrer - Silvermane
- Elisa Gabrielli - Dra. Ashley Kafka
- Nikki Cox - Sable Manfredi
- Stan Lee - Stan Lee
- Jane Lynch - Joan Jameson
- James Remar - Walter Hardy

### Dublagem brasileira
A dublagem brasileira foi realizada no estúdio Dublavídeo:
- Fábio Lucindo - Peter Parker/Homem Aranha

- Letícia Quinto - Mary Jane Watson e Martha Connors (1ª voz)

- Tatiane Keplmair - Gwen Stacy

- Thiago Keplmair - Harry Osborn

- Lúcia Helena - May Parker

- Wendel Bezerra - Flash Thompson

- Alexandre Marconatto - Max Dillon/Electro e John Jameson

- Armando Tiraboschi - Norman Osborn

- Fábio Vilalonga - Duende Verde e Adrian Toomes/Abutre

- Antônio Moreno - J. Jonah Jameson

- Marli Bortoletto - Sabre de Prata

- Lene Bastos - Betty Brant, Drª Ashley Kafka (1ª voz) e Martha Connors (2ª voz)

- Adriana Pissardini - Gata Negra e Calypso

- Samira Fernandes - Liz Allan

- Guilherme Lopes - L. Thompson Lincoln/Lápide, Sergei Kravinoff/Kraven, O Caçador e Treinador Smith

- Felipe Grinnan - Eddie Brock/Venom

- Cassius Romero - Flint Marko/Homem-Areia (1ª voz)

- Affonso Amajones - Flint Marko/Homem-Areia (2ª voz) e Silvio Manfredi/Silverman

- Márcia Regina - Sha Shan Nguyen e Drª Ashley Kafka (2ª voz)

- Wellington Lima - Randy Robertson

- Marcelo Pissardini - Montana/Shocker

- Ivo Roberto "Tatu" - Doutor Octopus/Planejador Mestre

- Raquel Marinho - Jean DeWolff

- Ronaldo Artnic - Capitão George Stacy

- Carlos Campanille - Ben Parker

- Luiz Antônio Lobue - Mysterio

- Ulisses Bezerra - Ned Lee

- Gilberto Baroli - Prof. John Devereaux

- Paulo Celestino - Dr. Miles Warren e Cabeça de Martelo

- Yuri Chesman - Hobbie Brown

- Ricardo Sawaya - Dr. Curt Connors/Lagarto

- Dado Monteiro - Stan Carter

- Gileno Santoro - Stan Lee

- Nestor Chiesse - Rhino

- Ramon Campos - Mark Allan/Magma

- Mauro Eduardo Lima - Fancy Dan/Ricochete

- Mauro Castro - Dmitri Smerdyakov/Camaleão

- Francisco Brêtas - Phineas Mason/Consertador

- Raul Schlosser - Walter Hardy

- Bruno Marçal - Billy Connors

- Cecília Lemes - Prefeita Waters

- César Marchetti - Robbie Robertson e Dr. Bromwell

- Marco Antônio Abreu - Kenny "King" Kong

- Eleonora Prado - Gloria Grant

- Luciana Baroli - Sally Avril